# Jaime Camino Vega de la Iglesia
Jaime Camino Vega de la Iglesia (Barcelona, 11 d'octubre de 1936 - Barcelona, 5 de desembre de 2015) fou un director i guionista de cinema català. Diverses de les seves obres tracten aspectes de la guerra civil espanyola. Fou un dels fundadors de l'Institut del Cinema Català, creat el 1975.

## Biografia
Jaime Camino Vega de la Iglesia va néixer a Barcelona l'any 1936. Estudià als Jesuïtes de Sarrià i, posteriorment, va cursar la carrera de dret a la Universitat de Barcelona i estudis de piano amb el mestre Raymond Trouard. En un primer moment es dedicà a la literatura i va arribar a finalista del premi Nadal amb la seva novel·la La coraza. Va col·laborar com a crític cinematogràfic a les revistes «Índice» i «Nuestro Cine». El 1961 va debutar com a director amb el curtmetratge Contrastes i el 1963 fundà la productora Tibidabo Films, sota la qual va dirigir la major part de la seva filmografia. L'any 1970 va cofundar l'Institut del Cinema Català. El seu primer llargmetratge, Los felices 60 (1963), on va plasmar una crítica a la burgesia catalana a la manera del neorealisme italià, va ser seleccionat al Festival de San Francisco. L'any 1967 Camino va presentar la seva pel·lícula Mañana será otro dia, amb guió d'ell mateix i de l'historiador Romà Gubern, col·laborador habitual seu, en la qual va mostrar una actitud crítica cap a certs sectors intel·lectuals. A España otra vez (1968) va abordar la Guerra Civil espanyola, tema que va marcar una gran part de la seva producció. El protagonista de la pel·lícula era un excombatent de les Brigades Internacionals i Camino va comptar amb el suport d'un exbrigadista nord-americà. De 1969 és la seva producció Un hivern a Mallorca, inspirada en la vida i la relació de Chopin i l'escriptora francesa George Sand.
Jaime Camino va ser un autor de grans èxits comercials. Als anys setanta va dirigir diverses pel·lícules, com Mi profesora particular (1973), amb Analía Gadé, Joan Manuel Serrat i José Luis López Vázquez, encara que va destacar pel film Les llargues vacances del 36 (1976), protagonitzada per Paco Rabal, José Sacristán i Concha Velasco, premiada per la crítica al Festival de Berlin.
Durant els anys vuitanta va dirigir Picasso per ell mateix (1983), un curtmetratge de 12" amb Emiliano Moro, El puerto de mi ciudad (1984), i El balcón abierto (1984), produïda per TVE, inspirada en la figura i obra de Federico García Lorca i amb guió de Camino i del poeta i escriptor José Manuel Caballero Bonald. En aquest film hi va participar el desaparegut Antonio Flores. Una altra de les seves obres destacades, produïda també per TVE, va ser Dragón Rapide (1986) on narra els fets que envolten la revolta de 1936, que finalitza amb l'arribada del general Franco a Tetuan per posar-se al capdavant de la rebel·lió.
Ja a la dècada dels noranta, Camino va signar El llarg hivern (1992), un dels projectes més ambiciosos de la seva carrera, que comptà amb un repartiment de luxe: Vittorio Gassman, Adolfo Marsillach, José Luis López Vázquez, Rosa Novell, Hermann Bonnín, Jean Rochefort, Silvia Munt, Teresa Gimpera i la model Judith, amb un guió escrit per ell mateix, Romà Gubern, Manuel Gutiérrez Aragó, Juan Marsé i el nord-americà Nicholas Bernheim. Albert Guinovart posà la música a aquesta història d'una família acomodada catalana que el gener de 1939 està dividida ideològicament entre els dos bàndols de la Guerra Civil. El film va obtenir l'any 1992 el Premi de la Generalitat al millor llargmetratge, música i guió, i el 1993 va ser considerada per la crítica com a millor film del Festival de Punta del Este (Uruguai).
L'any 2001 Camino va reprendre la direcció cinematogràfica amb la pel·lícula en format documental Els nens de Rússia, que recull el drama humà dels aproximadament 3.000 nens espanyols evacuats. Amb aquest film va guanyar el segon premi de la secció “Tiempo de Historia” de la Seminci de Valladolid.
L'any 2009 Jaime Camino va rebre el Gaudí d'Honor que atorga l'Acadèmia del Cinema Català. Morí el 4 de desembre de 2015 a Barcelona, deixant un llegat cultural de gran interès per a la cinematografia catalana.

## Filmografia
Jaime Camino va ser una figura cabdal del món del cinema com a director, com a guionista i com a productor. Amb una llarga trajectòria on la guerra civil prengué un especial protagonisme, tractada tant en clau documental com de ficció, l'autor de Les llargues vacances del 36 fou també un representant del retrat intimista, i va saber reflectir la crisi existencial de l'individu, plasmar la dificultat d'estimar i posar en relleu el procés de creació en la música, la pintura i el cinema.
- Els nens de Rússia (2001)
- El llarg hivern (1991)
- Llums i ombres (1988)
- Dragon Rapide (1986)
- El balcón abierto (1984)
- La campanada (1979)
- La vieja memoria (1978)
- Les llargues vacances del 36 (1976)
- Mi profesora particular (1973)
- España otra vez (1969)
- Un hivern a Mallorca (1969)
- Mañana será otro día (1966)
- Los felices sesenta (1964), enregistrada en part a Cadaqués.[5]
- Centauros 1962 (1962)
- El toro, vida y muerte (1962)

## Llibres publicats
- Moriré en Nueva York (novel·la de 1996)
- El oficio de director de cine (assaig de 1997).

## Premis i nominacions

### Premis
2009. Gaudí d'Honor

## Fons

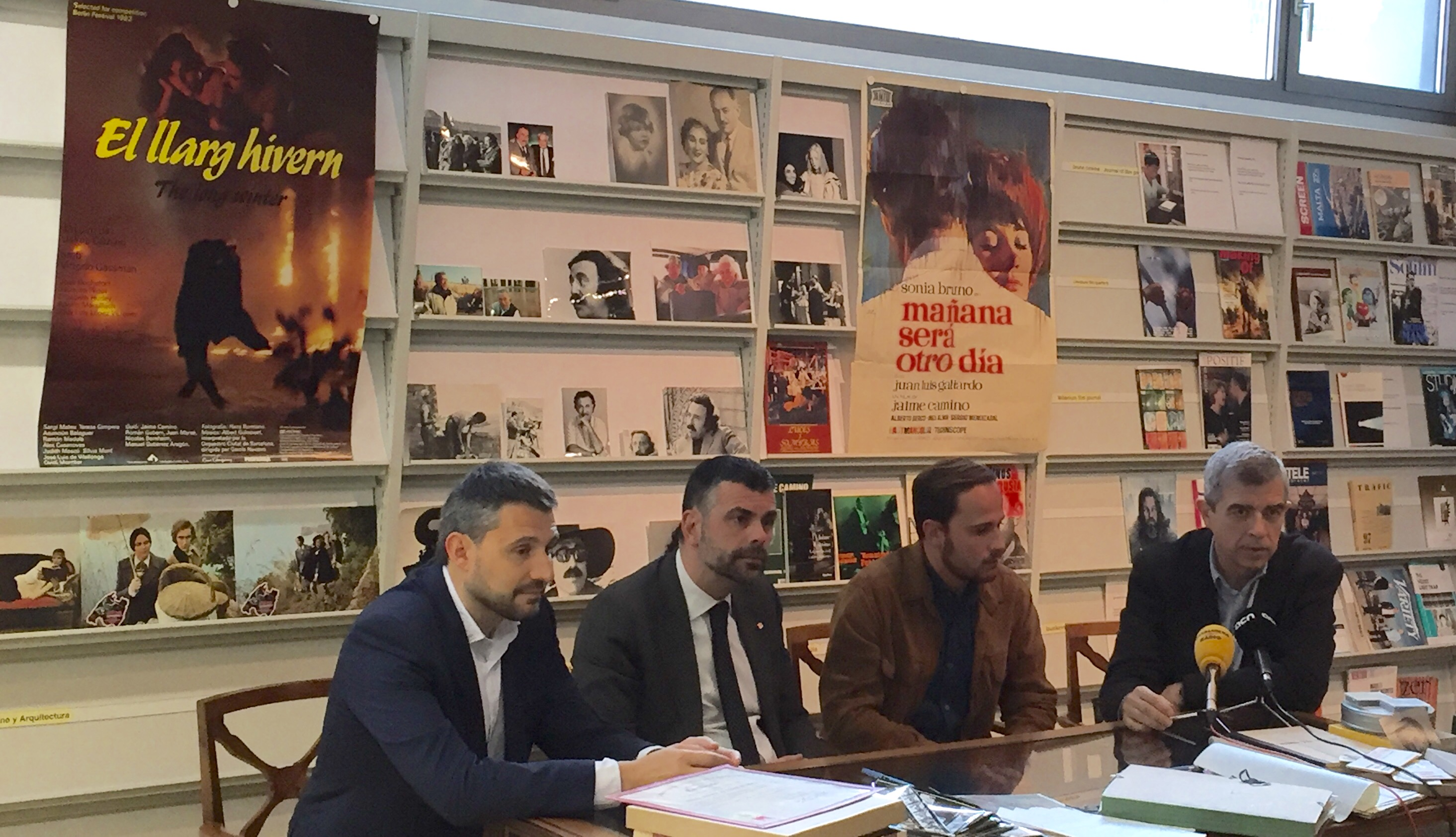
Acte de donació del fons documental del realitzador Jaime Camino a la Filmoteca de Catalunya, l'11 d'abril 2016.

L'11 d'abril de 2016 el conseller de Cultura, Santi Vila, signà amb la família de Jaime Camino, l'acord de donació del fons documental del director de cine i guionista a la Filmoteca de Catalunya per a la seva conservació i divulgació, garantint-ne la seva preservació. Aquesta fou la voluntat de la família del director català, representada pel seu fill, Teo Camino i Rodés.